# Tamás Ferkay
Tamás Ferkay (* Mai 1941 in Budapest; † 7. November 2014) war ein ungarischer Schauspieler, Musicaldarsteller, Regisseur und Drehbuchautor, der großteils in Österreich und nach 1989 auch in Ungarn wirkte.

## Leben und Wirken
Bevor Ferkay im Jahr 1957 nach Österreich flüchtete, trat er schon in Budapest als Kinderdarsteller in Hörfunk und Film auf. In den 1990er Jahren war er mehrere Jahre Intendant bei den Komödienspielen Porcia in Spittal an der Drau und den Sommerspielen Perchtoldsdorf. Auch am Landestheater St. Pölten trat er als Musicalsänger auf.
Als Regisseur war er sowohl für den ORF als auch für das ungarische Fernsehen als Regisseur und Drehbuchautor tätig.
Eine seiner letzten Inszenierungen gemeinsam mit Andreas Berger waren in der Seegrotte in der Hinterbrühl Der Mann von La Mancha, wo er auch Sancho Pansa spielte, und Faust.
Begraben ist er am Friedhof in der Hinterbrühl.

## Regie und Schauspielauftritte
Er führte bei 150 Inszenierungen in den Sparten Oper, Operette, Musical und Schauspiel Regie auf bekannten Bühnen.
- Auszug von Regiearbeiten:[1]
  - Sag’ beim Abschied, Wiener Metropol, 2004
  - The Kid, Thalia-Theater, Budapest, 1994
  - Chess, Thalia Theater, Budapest, 1992 als kontinentale Erstaufführung
  - Die Liebe zu den drei Orangen, Hollybush Festival, New Jersey, 1987
  - Der Teufel und der liebe Gott, Schauspielhaus Graz, 1984
  - Carmina Burana, Sommerfestival Split, 1982
  - Lohengrin, Teatro Liceu, Barcelona, 1980

## Auszeichnungen
- Ungarischer Fernsehpreis für Salon Pitzelberger von Jacques Offenbach[1]
- Goldenes Ehrenzeichen des Landes Niederösterreich, 2014[5]

## Filmografie (Auswahl)
- 1991: Ein Schloß am Wörthersee – Hoppla Zwillinge
- 1998: Kaisermühlen Blues – Das 4. Gebot
- 2001: Kisváros (Fernsehserie, vier Episoden)
- 2001: Hinter Gittern – Der Frauenknast – Gefährlicher Leichtsinn
- 2012: Tom Turbo – Vorsicht, Feuer-Schokolade!
- 2015: Gespensterjäger – Auf eisiger Spur (posthume Veröffentlichung)